# Castelo (Lisbona)
Castelo è una ex freguesia del Portogallo e un quartiere della città di Lisbona.
L'8 novembre del 2012, è stata assorbita, in seguito all'approvazione della riforma dell'assetto amministrativo di Lisbona, nella freguesia di Santa Maria Maior.